# Mercedes Cup 2009
Il Mercedes Cup 2009 è stato un torneo di tennis giocato sulla terra rossa. 
È stata la 32ª edizione del Mercedes Cup, che fa parte della categoria ATP World Tour 250 series nell'ambito dell'ATP World Tour 2009.
Si è giocato a Stoccarda in Germania, dall'11 al 19 luglio 2009.

## Partecipanti

### Teste di serie
| Giocatore                 | Nazionalità     | Ranking* | Testa di serie |
| ------------------------- | --------------- | -------- | -------------- |
| Gilles Simon              | Francia         | 7        | 1              |
| Nikolaj Davydenko         | Russia          | 11       | 2              |
| Tomáš Berdych             | Repubblica Ceca | 20       | 3              |
| Victor Hănescu            | Romania         | 26       | 4              |
| Philipp Kohlschreiber     | Germania        | 29       | 5              |
| Albert Montañés (forfait) | Spagna          | 32       | 6              |
| Fabrice Santoro           | Francia         | 34       | 7              |
| José Acasuso              | Argentina       | 36       | 8              |

- Ranking al 6 luglio 2009.

### Altri partecipanti
Giocatori che hanno ricevuto una Wild card:
- Simon Greul
- Stefan Koubek
- Michael Berrer

Giocatori passati dalle qualificazioni:

- Łukasz Kubot
- Pablo Andújar
- Daniel Muñoz de la Nava
- Dominik Meffert

Giocatori entrati come Lucky Losers:
- Alexandre Sidorenko

## Campioni

### Singolare
Jérémy Chardy ha battuto in finale  Victor Hănescu con il punteggio di 1–6, 6–3, 6–4

### Doppio
František Čermák /  Michal Mertiňák hanno battuto in finale  Victor Hănescu /  Horia Tecău con il punteggio di 7–5, 6–4